# Бруде III
Бруде III (Бруде мак Бели; гэльск. Bridei III; Bridei mac Beli; умер в 693) — король пиктов в 671—693 годах.

## Биография

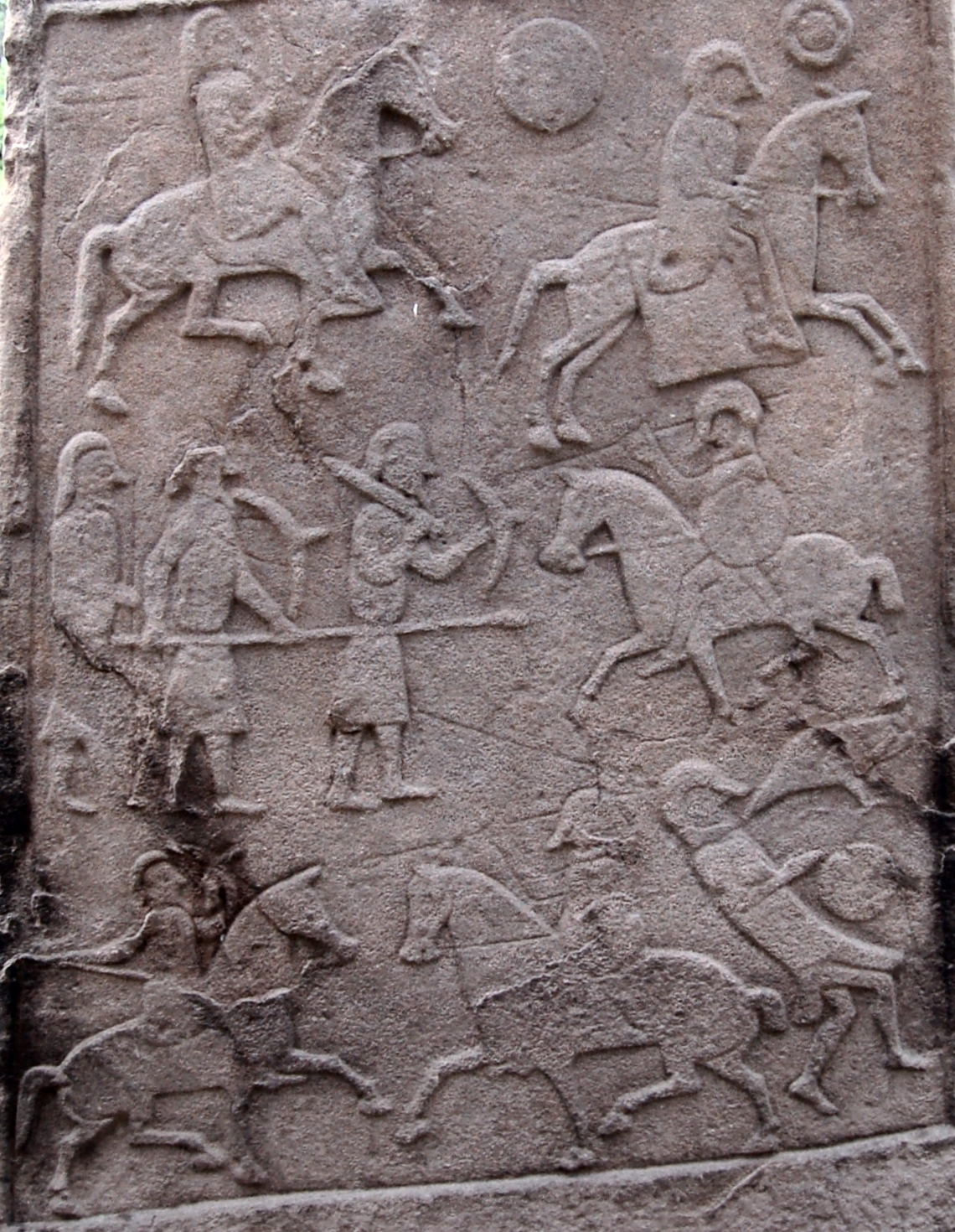
Изображение битвы при Нехтансмере

Бруде III мог родиться ещё в 616 году, но не позднее 628 года. Его отцом, вероятно, был король Стратклайда Бели I. Претендовал на престол Фортриу, так как его дед по отцовской линии, Нехтон II, был правителем этого государства. Ненний сообщает, что Бруде был «fratuelem» короля Нортумбрии Эгфрида. Этот термин можно перевести и как «двоюродный брат», и как «племянник». В этой связи, его мать частью историков считается дочерью короля Эдвина Святого, частью — дочерью короля Энфрита.
Бруде III вёл агрессивную политику по отношению к своим соседям. Он напал на Данноттар в 680 или 681 году, а в 682 году совершил поход на Оркнейские острова. «Анналы Ульстера» сообщают, что многие поселения были уничтожены войсками Бруде. В 683 году им было совершено нападение на Стратен. Также Бруде III расширял владения пиктов на север и юг, где были напряжённые отношения с англами.
В 685 году произошла битва при Нехтансмере между пиктами и англами. Эгфрит, предводитель англов, был убит в ходе сражения. Один из ирландских источников сообщает, что «это была борьба за наследство деда». Последствием битвы стала высылка пиктов из Нортумбрии.
Бруде III умер в 693 году. Аббат Айоны Адомнан сделал традицией оплакивать смерть короля пиктов. Его преемником стал Таран, сын Энтфидиха и сестры Бруде III Дерелеи.